# Eastman (Georgia)
Eastman is een plaats (city) in de Amerikaanse staat Georgia, en valt bestuurlijk gezien onder Dodge County.

## Demografie
Bij de volkstelling in 2000 werd het aantal inwoners vastgesteld op 5440.
In 2006 is het aantal inwoners door het United States Census Bureau geschat op 5518, een stijging van 78 (1,4%).

## Geografie
Volgens het United States Census Bureau beslaat de plaats een oppervlakte van
13,2 km², geheel bestaande uit land. Eastman ligt op ongeveer 122 m boven zeeniveau.

## Plaatsen in de nabije omgeving
De onderstaande figuur toont nabijgelegen plaatsen in een straal van 28 km rond Eastman.

## Geboren
- Hank Mobley (1930-1986), jazzsaxofonist
- Martha Hudson (1939), atleet